# Nycterosea contrariata
Nycterosea contrariata là một loài bướm đêm trong họ Geometridae.